# 大安寺川

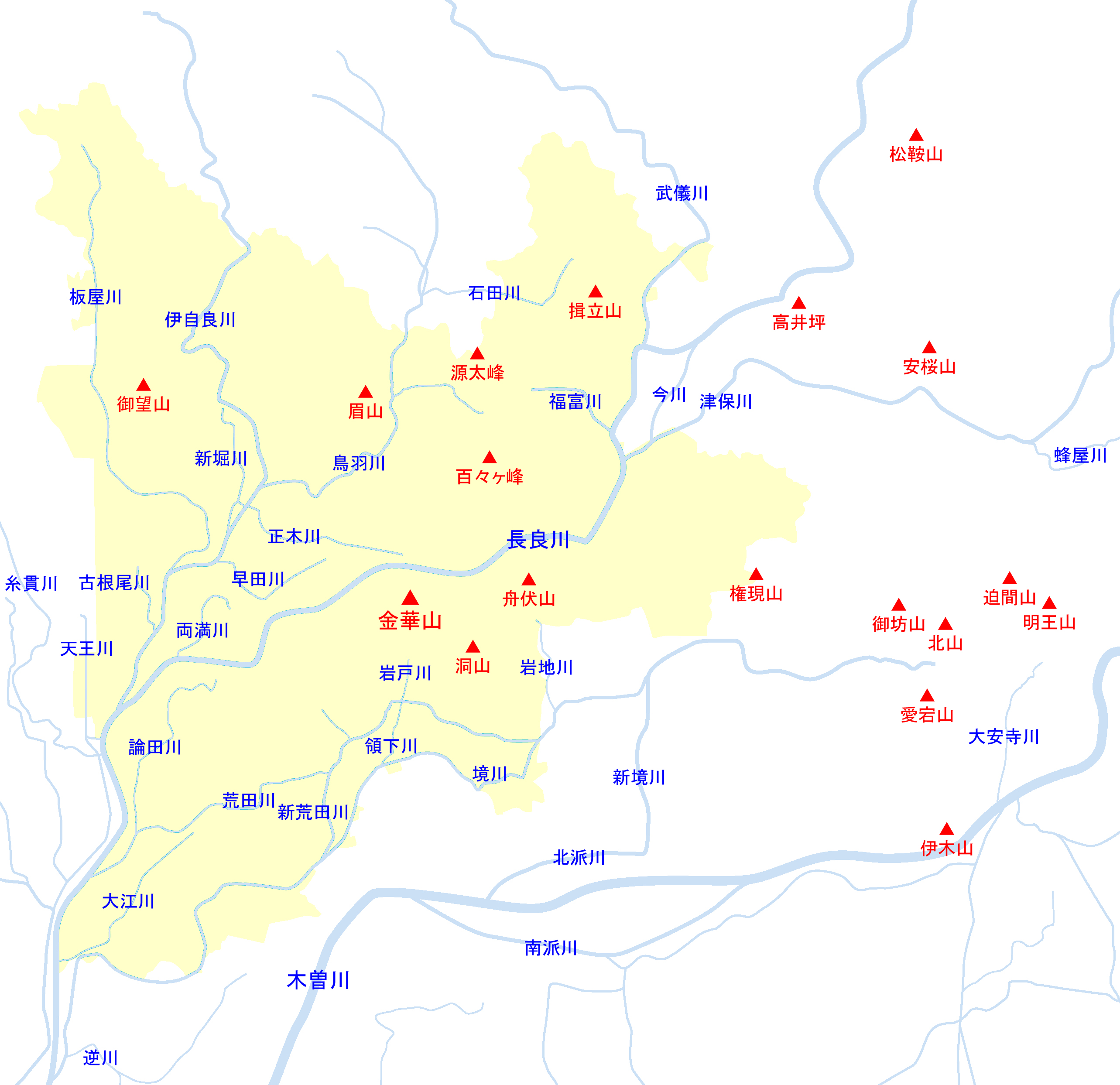
岐阜市周辺主要河川の位置関係図

大安寺川（だいあんじがわ）は、木曽川水系の一級河川。岐阜県各務原市を流れる。
木曽川本川に合流する1次支川。

## 概要
岐阜県各務原市鵜沼西町付近を水源とし、各務原市鵜沼古市場町付近で木曽川に合流する。
河川の延長が2.3kmと短く流域面積も小さいため、常時流量は少ない。かつては上流域で宅地開発が進んだことや農業用水の取水の影響により、水が全く無いこともあったという。
1990年代後半からの改修工事の際、植生護岸による多自然型川づくりが行なわれ、自然の豊かな河川となった。
水源から鵜沼大安寺町にかけては、大安寺川ホタルの里としてビオトープが整備され、ゲンジボタルの生息地があり保護されている。毎年6月上旬 - 下旬に「大安寺川ホタル祭り」が開催される。

## 主な橋
- 大安寺大橋（旧国道21号）
- 大安寺川橋（国道21号（鵜沼バイパス））
- 鳥居之本橋
- 権現橋
- 薬研橋
- 常国寺橋
- 天王橋
- 城見橋（岐阜県道95号芋島鵜沼線（木曽川街道））